# Galliate
Galliate é uma comuna italiana da região do Piemonte, província de Novara, com cerca de 14.600 habitantes. Estende-se por uma área de 29 km², tendo uma densidade populacional de 464 hab/km². Faz fronteira com Bernate Ticino (MI), Cameri, Cuggiono (MI), Novara, Robecchetto con Induno (MI), Romentino, Turbigo (MI).

## Demografia
| Variação demográfica do município entre 1861 e 2011                               |
|                                                                                   |
| Fonte: Istituto Nazionale di Statistica (ISTAT) - Elaboração gráfica da Wikipedia |